# Mahasi Sayadaw

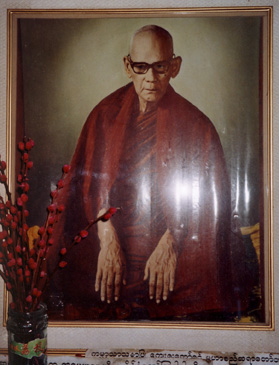
Le Vénérable Mahasi Sayadaw. Tableau du Mahasi Meditation Centre, Myanmar, 2006

Mahāsi Sayādaw, né le 29 juillet 1904 et mort le 14 août 1982, est un  moine bouddhiste birman et un maître de méditation spécialiste de vipassana.
Ses enseignements ont été diffusés à travers le monde par l'intermédiaire de l’organisation Buddha Sasana Nuggaha créée en 1947 et dont on trouve des centres affiliés dans une quarantaine de pays en Asie, en Europe et aux États-Unis.